# Courgains
Courgains é uma comuna francesa na região administrativa do País do Loire, no departamento de Sarthe. Estende-se por uma área de 14.29 km². Em 2010 a comuna tinha 591 habitantes (densidade: 41,4 hab./km²).